# التعذيب في فنزويلا

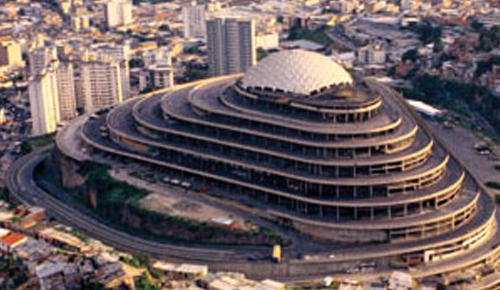
إلهيليكويدي، مرفق وسجن لجهاز المخابرات الوطنية البوليفارية حيث وصف السجناء التعذيب المنهجي وانتهاكات حقوق الإنسان.

كان التعذيب في فنزويلا موضوعًا مثيرًا للجدل في السنوات الأخيرة، خاصة خلال الأزمة في فنزويلا. شجبت الأمم المتحدة ومنظمة الدول الأمريكية ومنظمة العفو الدولية ومنظمة هيومن رايتس ووتش وفورو بينال أعمال العنف والتعذيب ضد أولئك الذين يعارضون الحكومة البوليفارية.
تم اتهام مؤسسات الدولة مثل جهاز المخابرات الوطنية البوليفارية بتعذيب معارضي الحكومة البوليفارية.

## الحقبة الاستعمارية
تحت حكم الجمهور الملكي لكاراكاس ومحاكم التفتيش الإسبانية واجه سكان فنزويلا قمعًا خطيرًا. كانت الكنيسة الكاثوليكية بمثابة مصدر مهم للملكيين، حيث عمل الكهنة كمخبرين يقدمون الاتهامات لقضاة محاكم التفتيش لأنهم يعتقدون أن الجرائم ضد الملك الإسباني كانت جرائم ضد الله. كان للقضاة سلطة تعذيب المتهمين بارتكاب جرائم أثناء الاستجواب من أجل الحصول على اعتراف. ومع ذلك، كانت هذه الممارسة نادرة في فنزويلا الخاضعة للحكم الأسباني لأنها أصبحت بالفعل مثيرة للجدل، حتى في أوروبا.
عندما تم خلع الجمهور الملكي في كاراكاس وتأسس مجلس كاراكاس العسكري الأعلى، نص إعلان الاستقلال الفنزويلي صراحة على إلغاء عقوبة الإعدام، ومنع التعذيب، وأن المحاكم تفترض البراءة. ومع ذلك، عندما بدأت فنزويلا في مواجهة النزاعات بعد فترة وجيزة من استقلالها، عادت السلوكيات القمعية داخل الحكومة.

## خوان فيسينتي غوميز

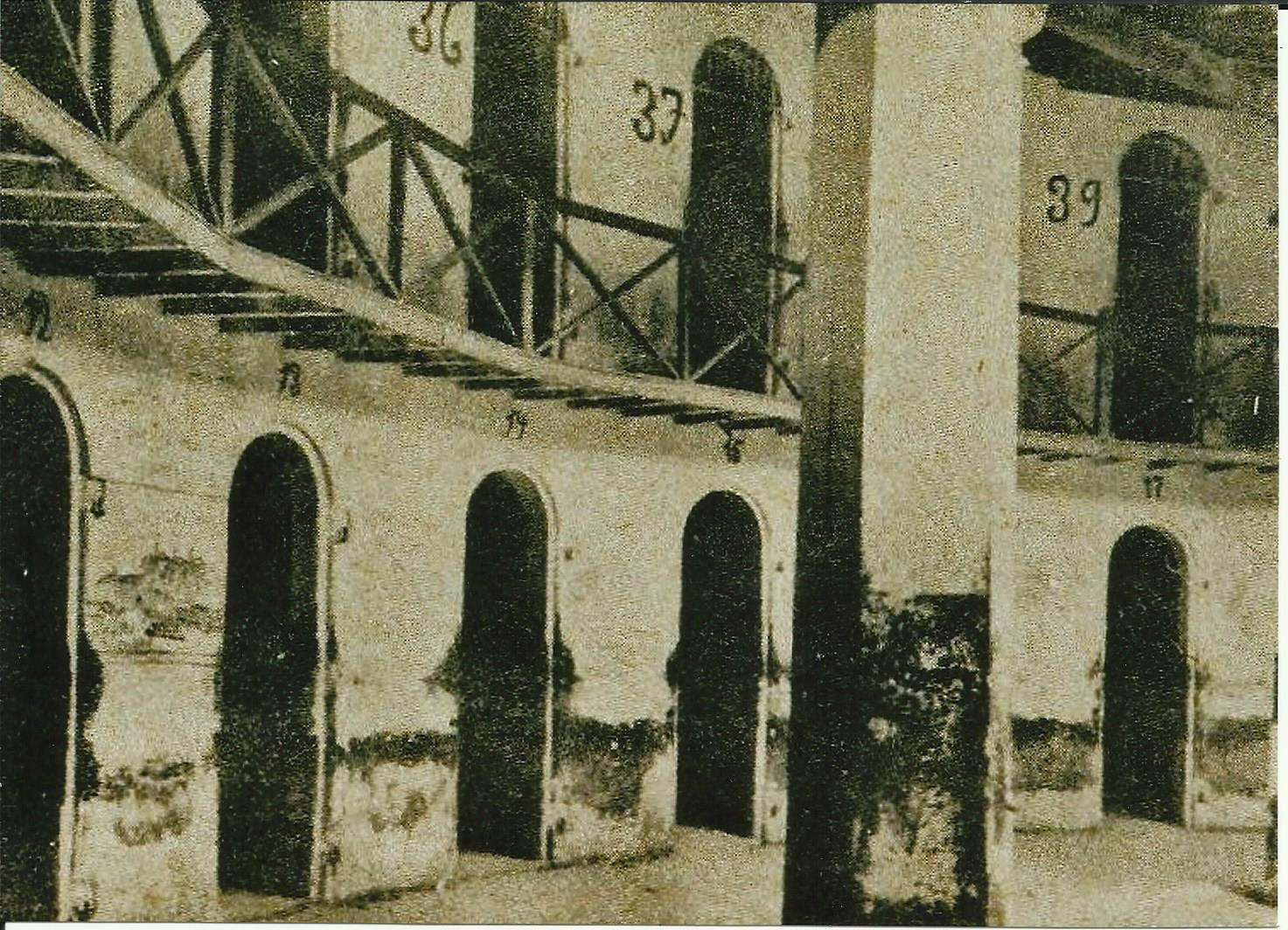
زنزانات لا روتوندا عام 1924

في عام 1854، أطلق على بيت التصحيح اسم "La Rotunda" لإعادة تأهيل المجرمين العاديين. وفي عهد الرئيس خوان بابلو روخاس بول، تم تحويل لا روتوندا إلى سجن. نمت شهرة لا روتوندا في ظل حكومات سيبريانو كاسترو وخوان فيسنتي غوميز بين عامي 1900 و1935، اللذين استخدما السجن للاضطهاد السياسي. شملت أنواع من العقاب والتعذيب وضع المتهم في مقطرة، وإسقاطه، واستخدم الكرة والسلسلة، ووجود حبل تشديد حول الصدغ، ووضع السم أو زجاج الأرض في الطعام. لم يكن من غير المألوف أن يتعرض السجناء للتعذيب أو الجوع حتى الموت.

## ماركوس بيريز خيمينيز
في ظل حكم الديكتاتور ماركوس بيريز خيمينيز، لم تحترم السلطات الفنزويلية حقوق الإنسان للمواطنين إلا قليلاً. غالبًا ما داهمت الشرطة المنازل دون أوامر تفتيش وسُجن الأفراد دون أدلة. تعرض الأفراد للتعذيب في حالات الاستجواب أثناء احتجازهم في البداية. استهدفت الشرطة السياسية معارضي الديكتاتور واعتقلتهم وعذبتهم وقتلتهم. من بين الذين تعرضوا للهجوم الرئيس الفنزويلي المستقبلي رومولو بيتانكور وخايمي لوسنشي ولويس هيريرا كامبينز. سُجن لوسنشي شهرين في عام 1952 وضرب بالسيف.

## العصر الديمقراطي
وفقًا لهيومن رايتس ووتش، قامت إدارة كارلوس أندريس بيريز أيضًا بتعذيب وإعدام المعارضين بسلطة قضائية تجاهلت إلى حد كبير الانتهاكات التي ارتكبتها حكومته. كما تم استخدام شرطة العاصمة كاراكاس [خطأ: تحقق من وسيط ورمز اللغة] والمديرية الوطنية لخدمات الاستخبارات والوقاية كأدوات لاضطهاد المعارضين. في أعقاب محاولاتا الانقلاب الفنزويلية عام 1992، أدت حملة القمع ضد المتآمرين المزعومين إلى اتهامات بالتعذيب من قبل المعتقلين.

## الثورة البوليفارية

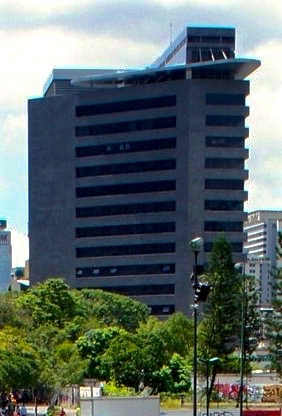
لا تومبا (القبر)، يجن يتبع جهاز المخابرات الوطنية البوليفارية حيث تعرض العديد من السجناء للتعذيب.

في ظل الحكومات البوليفارية، حدثت مستويات من التعذيب لم تشهدها الدولة منذ دكتاتورية ماركوس بيريز خيمينيز. بعد انتخاب هوغو تشافيز، تدهورت حقوق الإنسان في فنزويلا. وفقًا لجامعة متروبوليتانا في عام 2006، فقد عادت «عملية التحقيق» التي ألغيت في إعلان الاستقلال الفنزويلي إلى فنزويلا. بحلول عام 2009، أصدرت لجنة الدول الأمريكية لحقوق الإنسان تقريرًا جاء فيه أن حكومة فنزويلا مارست «القمع والتعصب».
أثناء رئاسة نيكولاس مادورو، ازداد التعذيب في فنزويلا. تم استخدام لا تومبا (القبر)، أحد مقرات وسجون جهاز المخابرات الوطنية البوليفارية، للتعذيب الأبيض وحاول بعض سجنائه الانتحار. أدت الظروف في لا تومبا إلى مرض السجناء، وقد رفضت السلطات الفنزويلية تقديم العلاج الطبي لأولئك المسجونين. يتم ترك الأضواء الساطعة باستمرار وتوضع زنزانات السجن في درجات حرارة شبه متجمدة.
في ديسمبر 2014، وقعت الولايات المتحدة قانون الدفاع الفنزويلي عن حقوق الإنسان والمجتمع المدني لعام 2014 لفرض عقوبات مستهدفة على الأفراد الفنزويليين المسؤولين عن انتهاكات حقوق الإنسان نتيجة للاحتجاجات الفنزويلية لعام 2014. يسمح القانون بتجميد الأصول وحظر التأشيرات للمتهمين باستخدام أعمال العنف أو انتهاك حقوق الإنسان لمن يعارضون الحكومة الفنزويلية. في مارس 2015، جمدت الولايات المتحدة الأصول وألغت تأشيرات العديد من كبار المسؤولين المرتبطين بانتهاكات حقوق الإنسان في فنزويلا؛ تم إدانة هذه العقوبات في أمريكا اللاتينية.
في نوفمبر 2014، مثُلت فنزويلا أمام لجنة الأمم المتحدة لمناهضة التعذيب بشأن قضايا بين عامي 2002 و2014، والتي اُنتقدت فيها اللجنة الوطنية الفنزويلية لمنع التعذيب لكونها منحازة لصالح الحكومة البوليفارية. كما أعربت اللجنة عن قلقها إزاء «الضرب والحرق والصعق بالصدمات الكهربائية في محاولة لانتزاع الاعترافات» التي حدثت خلال احتجاجات فنزويلا عام 2014، وأنه من بين 185 تحقيقًا في الانتهاكات خلال الاحتجاجات، تم توجيه تهم إلى 5 أفراد فقط. صرح المقرر الخاص للأمم المتحدة المعني بالتعذيب خوان إي. منديز في 11 مارس 2015 أن فنزويلا تجاهلت طلبات الحصول على معلومات وأنه توصل إلى «استنتاجات تستند إلى عدم الاستجابة» و«خلص إلى أن الحكومة انتهكت حقوق السجناء»، وقال إن حكومة مادورو فشلت «في الالتزام بالتحقيق في جميع أعمال التعذيب والمعاملة القاسية أو اللاإنسانية أو المهينة ومقاضاة مرتكبيها ومعاقبتهم».
خلال الاحتجاجات الفنزويلية لعام 2017، وثقت منظمة الدول الأمريكية أكثر من 290 حالة تعذيب وآلاف عمليات الإعدام خارج نطاق القضاء.

### التدخل الأجنبي
أفادت منظمة الدول الأمريكية، بمعلومات قدمها كاسلا، أن بعض أعضاء القوات المسلحة الثورية الكوبية البالغ عددهم 46 ألفًا الذين يساعدون حكومة نيكولاس مادورو متورطون في تعذيب الفنزويليين الذين عارضوا مادورو. أفاد السجناء أنهم تعرفوا لهجات كوبية من بين الذين كانوا يعذبونهم.